# Bänderlinsang
Der Bänderlinsang (Prionodon linsang) ist eine in Südostasien lebende Raubtierart aus der Familie der Linsangs (Prionodontidae).

## Merkmale
Bänderlinsangs sind schlanke, langgestreckte Tiere mit langem Schwanz und langem Hals. Ihr kurzes, weiches Fell ist gelblich-weiß bis weiß-grau gefärbt, namensgebendes Merkmal sind die fünf Reihen schwarzer Flecken am Rücken, die meist bandartig zusammengewachsen sind. Am Nacken befinden sich zwei breite, schwarze Streifen, die Flanken sowie die Außenseite der Oberarme und Oberschenkel sind gepunktet. Der Schwanz ist dicht behaart und mit sieben bis neun dunklen Ringen versehen. Die Schnauze ist zugespitzt, die Ohren sind abgerundet. Das Gebiss ist an das Zerschneiden von Fleisch angepasst und katzenähnlich, die hinteren Molaren sind rückgebildet. Die Füße haben jeweils fünf Zehen, die einziehbare Krallen tragen. Bänderlinsangs erreichen eine Kopfrumpflänge von 38 bis 45 Zentimetern, der Schwanz ist mit 33 bis 38 Zentimetern nur unwesentlich kürzer als der Rumpf. Das Gewicht beträgt 0,6 bis 0,8 Kilogramm, wobei die Männchen etwas größer sind als die Weibchen.

## Verbreitung und Lebensraum

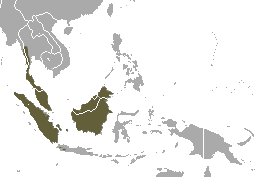
Verbreitungsgebiet des Bänderlinsangs

Bänderlinsangs leben auf der Malaiischen Halbinsel vom Süden Myanmars und Thailands bis zum Festlandsteil Malaysias sowie auf den Inseln Sumatra, Borneo und Java einschließlich kleinerer vorgelagerter Inseln. Ihr Lebensraum sind in erster Linie tropische Regenwälder, sie sind vom Meeresniveau bis in 2700 Meter Seehöhe zu finden.

## Lebensweise
Diese Tiere sind vorwiegend nachtaktiv. Sie können gut klettern und halten sich oft auf den Bäumen auf, manchmal kommen sie aber auch bei der Nahrungssuche auf den Boden. Sie schlafen in Nestern, die sie in Baumhöhlen oder hohlen Baumstämmen über dem Erdboden errichten und mit Blättern auskleiden. Über das Sozialverhalten ist wenig bekannt, vermutlich leben sie einzelgängerisch. Das Revier wird mit Urin und Kot markiert, auch reiben sie ihre Schultern, Nacken und Flanken an Gegenständen, um ihre Duftspuren zu hinterlassen.
Sie sind Fleischfresser, zu ihrer Nahrung zählen Nagetiere, Echsen, Frösche, Vögel und Insekten. Kleinere Beutetiere werden mit einem Biss in den Nacken getötet, größere mit mehreren Bissen in den Kopf, während sie mit den Vorderpfoten gepackt werden.
Einmal im Jahr bringt das Weibchen zwischen Februar und August zwei Jungtiere zur Welt. Diese wiegen bei der Geburt rund 40 Gramm und haben annähernd die gleiche Färbung wie Erwachsene. Nach vier Monaten sind sie ausgewachsen. Während junge Männchen ihre Mutter nach dem Entwöhnen verlassen, bleiben junge Weibchen bis zum Eintreten der Geschlechtsreife bei ihr. Die Lebenserwartung kann in menschlicher Obhut über 10 Jahre betragen.

## Bedrohung
Es ist nicht bekannt, inwieweit Bänderlinsangs in teilweise entwaldeten Gebieten und Sekundärwäldern überleben können, daher ist auch ungewiss, wie sich die Waldrodungen auf die Populationen dieser Tiere auswirken. Früher wurden die Tiere wegen ihres Felles gejagt, heute sind sie in einem Großteil ihres Verbreitungsgebietes geschützt. Gebietsweise sind die Bestände zurückgegangen, insgesamt ist die Art laut IUCN-Angaben weit verbreitet und nicht gefährdet.